# Barbara Dawson Smith
Barbara Dawson Smith est un écrivain américain de romances. Elle est l'auteur d'une série de best-sellers classés sur la liste du New York Times. Elle écrit également sous le nom de plume d'Olivia Drake.

## Récompenses
Son premier roman Rêve en exil paraît en 1985 et obtient le Golden Heart Award de l'association américaine Romance Writers of America.
- Tempt Me Twice : RITA Award de la meilleure nouvelle historique en 2002
- Dreamspinner : Meilleur suspense romantique historique en 1990 par le magazine Romantic Times
- A Glimpse of Heaven : Meilleure romance « Régence » en 1995 par le magazine Romantic Times

## Œuvre
- Rêve en exil, Harlequin, 1985 ((en) No Regrets, 1985)Publié dans la collection Liberty
- (en) Stolen Heart, 1988Inédit en France
- (en) Silver Splendor, 1989Inédit en France
- (en) Dreamspinner, 1990Inédit en France
- (en) A Glimpse of Heaven, 1995Inédit en France
- (en) Never a Lady, 1996Inédit en France
- (en) Once Upon a Scandal, 1997Inédit en France
- Liaisons secrètes, J'ai lu, 2000 ((en) Her Secret Affair, 1998)Publié dans la collection Aventures et Passions
- Coureur de jupons, J'ai lu, 2001 ((en) Too Wicked to Love, 1999)Publié dans la collection Aventures et Passions
- Un plan machiavélique, J'ai lu, 2001 ((en) Seduced by a Scoundrel, 1999)Publié dans la collection Aventures et Passions
- (en) The Duchess Diaries, 2005Inédit en France
- (en) Countess Confidential, 2006Inédit en France
- (en) The Rogue Report, 2006Inédit en France

### Série Defiant Fletcher
1. (en) Defiant Embrace, 1985Inédit en France
2. (en) Defiant Surrender, 1987Inédit en France

### Série Fire Coleridge
1. (en) Fire on the Wind, 1992Inédit en France
2. (en) Fire at Midnight, 1992Inédit en France

### Série Rosebuds
1. La gitane aux yeux d'or, J'ai lu, 2002 ((en) Romancing the Rogue, 2000)Publié dans la collection Aventures et Passions
2. (en) Temp Me Twice, 2001Inédit en France
3. (en) With All My Heart, 2002Inédit en France
4. (en) One Wild Night, 2003Inédit en France
5. (en) The Wedding Night, 2004Inédit en France